# Jeannie Pepper

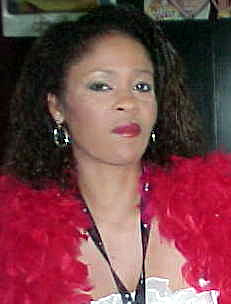
Jeannie Pepper, 2000

Jeannie Pepper (* 9. Juli 1958 in Chicago, Illinois) ist eine amerikanische Pornodarstellerin. 1982 machte sie ihre ersten Pornoaufnahmen im Alter von 24 Jahren. Insgesamt spielte sie bis 2007 in mehr als 200 Pornoproduktionen mit.
Pepper wurde 1997 in die AVN Hall of Fame aufgenommen. Damit war sie die erste Afro-Amerikanerin, der diese Ehre zuteilwurde. 1987 gewann sie den XRCO Erotic Video Award und wurde im Jahr 2008 auch in die XRCO Hall of Fame aufgenommen.